# 尼尔·布罗滕
尼尔·布罗滕（英語：Neal Broten，1959年11月29日—），美国男子冰球运动员，场上位置是前锋。他曾代表美国国家队参加1980年冬季奥林匹克运动会冰球比赛，获得一枚金牌。